# Hele-Shaw-Zelle
Die Hele-Shaw-Zelle, benannt nach ihrem Erfinder Henry Selby Hele-Shaw, wurde entwickelt, um in der Rheologie fraktale Strukturen mit einfachen Mitteln experimentell herzustellen.

## Aufbau
Die Hele-Shaw-Zelle besteht aus zwei quadratischen, in der Regel durchsichtigen Scheiben (meistens Plexiglas). Die eine davon hat in der Mitte ein Loch. Beide Scheiben werden am Rand gleichmäßig aufeinandergepresst. Wenn das nicht der Fall ist, muss mithilfe anderer Mittel, zum Beispiel einem Filterpapierkreis, eine gleichmäßige Druckverteilung in der Zelle bzw. ein gleichmäßiger Abstand der Scheiben garantiert werden.

## Versuchsdurchführung
Es gibt zwei Versuchsvarianten: 
- Die eine ist, eine Scheibe gleichmäßig mit einer hoch viskosen Flüssigkeit zu bestreichen. Danach werden beide Scheiben zusammengepresst und im Anschluss senkrecht auseinandergezogen. Die Flüssigkeit bildet dabei auf beiden Scheiben fraktale Strukturen aus.

- Bei der zweiten Versuchsvariante wird zuerst eine hoch viskose Flüssigkeit durch das mittige Loch in die Zelle gespritzt, bis sie in die Nähe des Randes reicht. Danach wird eine Flüssigkeit mit einer niedrigeren Viskosität als die erste in die Zelle gespritzt. Dabei entstehen dann wiederum fraktale Gebilde. Um die beiden Flüssigkeiten unterscheiden zu können, besitzen sie unterschiedliche Farben.

## Was passiert bei dem Versuch?
Die viskösere, also zähflüssigere Flüssigkeit (z. B. Honig, Seife, Butter), welche zuvor in die Hele-Shaw-Zelle eingepresst worden ist, wird von der weniger viskosen Flüssigkeit (z. B. Wasser mit Farbstoffen) an bestimmten Stellen durchdrungen. Diese Stellen sind Einbuchtungen, welche durch unregelmäßige und unregulierbare Schwankungen der Versuchsbedingungen zufällig auftreten. Es bilden sich fingerförmige Kanäle, die sich immer weiter aufspalten. Es entsteht ein Muster aus immer feiner verästelten Kanälen, ein so genanntes Fraktal.